# Liste des églises préromanes des Pyrénées-Orientales
Cet article présente une liste des Églises préromanes des Pyrénées-Orientales.
Cette liste est basée sur la carte mentionnée par Mallet 2003, p. 27 à laquelle est ajoutée l'église Sainte-Marie de Torreneules.

## Carte
| \| localisation · localisation · localisation · localisation · localisation · localisation · localisation · localisation · localisation · localisation · localisation · localisation · localisation · localisation · localisation · localisation · localisation · localisation · localisation · localisation · localisation · localisation · localisation · localisation · localisation · localisation · localisation · localisation · localisation · localisation · localisation · localisation · localisation · localisation · localisation · localisation · localisation \| Répartition des sites préromans dans les Pyrénées-Orientales. |
| localisation · localisation · localisation · localisation · localisation · localisation · localisation · localisation · localisation · localisation · localisation · localisation · localisation · localisation · localisation · localisation · localisation · localisation · localisation · localisation · localisation · localisation · localisation · localisation · localisation · localisation · localisation · localisation · localisation · localisation · localisation · localisation · localisation · localisation · localisation · localisation · localisation                                                                     |

## Liste
| Église                                                  | Type                       | Remarque                                               | Commune                   | Coordonnées                      | Illustration                                          |
| ------------------------------------------------------- | -------------------------- | ------------------------------------------------------ | ------------------------- | -------------------------------- | ----------------------------------------------------- |
| Chapelle Saint-Jérôme d'Argelès                         | Chapelle                   |                                                        | Argelès-sur-Mer           | 42° 31′ 45″ nord, 3° 00′ 00″ est | Chapelle Saint-Jérôme d'Argelès                       |
| Ermitage de Saint-Ferréol-de-la-Pave                    | Ermitage                   | Inscrit MH (1991)                                      | La Pave                   | 42° 31′ 17″ nord, 2° 59′ 14″ est | Ermitage de Saint-Ferréol-de-la-Pave                  |
| Église Sainte-Félicité de Sournia                       | Église préromane           | Monument historique                                    | Sournia                   | 42° 43′ 42″ nord, 2° 26′ 31″ est | Image manquante                                       |
| Église Saint-Fructueux de Camélas                       | Église préromane           |                                                        | Camélas                   | 42° 37′ 49″ nord, 2° 41′ 01″ est | Église Saint-Fructueux de Camélas                     |
| Église Saint-Marc de Caixas                             | Église préromane           |                                                        | Caixas                    | 42° 34′ 47″ nord, 2° 40′ 25″ est | Image manquante                                       |
| Église Sainte-Marie de Fontcouverte                     | Église préromane           |                                                        | Caixas                    | 42° 36′ 11″ nord, 2° 39′ 25″ est | Église Sainte-Marie de Fontcouverte                   |
| Église Sainte-Marie de Panissars                        | Église préromane           | En ruines                                              | col de Panissars          | 42° 27′ 23″ nord, 2° 51′ 14″ est | Église Sainte-Marie de Panissars                      |
| Église Sainte-Marie de Torreneules                      | Église                     | En ruines                                              | Argelès-sur-Mer           | 42° 29′ 12″ nord, 3° 03′ 48″ est | Église Sainte-Marie de Torreneules                    |
| Église Saint-Martin de Casefabre                        | Église préromane           |                                                        | Casefabre                 | 42° 36′ 57″ nord, 2° 36′ 49″ est | Église Saint-Martin de Casefabre                      |
| Chapelle Saint-Martin de Fenollar                       | Chapelle                   | Classé MH (1908)                                       | Maureillas-las-Illas      | 42° 30′ 12″ nord, 2° 49′ 16″ est | Chapelle Saint-Martin de Fenollar                     |
| Chapelle Saint-Michel de Sournia                        | Chapelle                   | Classé MH (1965)                                       | Sournia                   | 42° 43′ 26″ nord, 2° 25′ 40″ est | Chapelle Saint-Michel de Sournia                      |
| Église Saint-Saturnin de Montauriol                     | Église préromane           |                                                        | Montauriol                | 42° 34′ 21″ nord, 2° 43′ 31″ est | Image manquante                                       |
| Église Saint-Vincent de Fourques                        | Église préromane           | En ruines                                              | Fourques                  | 42° 35′ 07″ nord, 2° 47′ 14″ est | Église Saint-Vincent de Fourques                      |
| Église Sainte-Nativité-Notre-Dame de Formiguères        | Église préromane et romane | Monument historique                                    | Formiguères               | 42° 36′ 51″ nord, 2° 06′ 11″ est | Église Sainte-Nativité-Notre-Dame de Formiguères      |
| Église Saint-Marcel de Flassa                           | Église                     |                                                        | Serdinya                  | 42° 33′ 59″ nord, 2° 19′ 13″ est | Église Saint-Marcel de Flassa                         |
| Église Saint-Clément de la Serra                        | Église                     | En ruines.                                             | Fuilla                    | 42° 33′ 40″ nord, 2° 22′ 07″ est | Image manquante                                       |
| Abbaye Saint-Michel de Cuxa                             | Abbaye                     |                                                        | Codalet                   | 42° 35′ 41″ nord, 2° 25′ 02″ est | Abbaye Saint-Michel de Cuxa                           |
| Église Saint-Étienne de Pomers                          | Église                     |                                                        | Clara                     | 42° 34′ 54″ nord, 2° 27′ 16″ est | Image manquante                                       |
| Ancienne église Saint-Nazaire-et-Saint-Celse d'Ansignan | Église                     | En ruines.                                             | Ansignan                  | 42° 45′ 29″ nord, 2° 31′ 39″ est | Image manquante                                       |
| Église Saint-Vincent d'Estagel                          | Église                     |                                                        | Estagel                   | 42° 46′ 26″ nord, 2° 42′ 17″ est | Image manquante                                       |
| Église Saint-Julien-et-Sainte-Basilisse de Torreilles   | Église                     | Recensement Inventaire Fondamental                     | Torreilles                | 42° 45′ 20″ nord, 2° 59′ 33″ est | Église Saint-Julien-et-Sainte-Basilisse de Torreilles |
| Église Sainte-Marie d'Ultrera                           | Chapelle d'un château      | En ruines.                                             | Sorède                    | 42° 30′ 56″ nord, 2° 58′ 45″ est | Image manquante                                       |
| Église Saint-Christophe de Montesquieu-des-Albères      | Église                     |                                                        | Montesquieu-des-Albères   | 42° 29′ 31″ nord, 2° 53′ 27″ est | Image manquante                                       |
| Église Sainte-Marie de La Cluse-Haute                   | Église                     |                                                        | Cluses                    | 42° 28′ 56″ nord, 2° 50′ 36″ est | Église Sainte-Marie de La Cluse-Haute                 |
| Église Sainte-Marie-Madeleine de la Veda                | Église                     | En ruines.                                             | Sorède                    | 42° 28′ 46″ nord, 2° 57′ 55″ est | Image manquante                                       |
| Église Saint-Michel de Riunoguès                        | Église                     |                                                        | Riunoguès                 | 42° 27′ 51″ nord, 2° 49′ 13″ est | Église Saint-Michel de Riunoguès                      |
| Église Notre-Dame du Remède                             | Église                     |                                                        | Las Illas                 | 42° 26′ 15″ nord, 2° 47′ 10″ est | Église Notre-Dame du Remède                           |
| Abbaye de Saint-Génis-des-Fontaines                     | Abbaye                     | Classé MH (1924) (Cloître) · Classé MH (1966) (Abbaye) | Saint-Génis-des-Fontaines | 42° 32′ 43″ nord, 2° 55′ 22″ est | Abbaye de Saint-Génis-des-Fontaines                   |
| Église Sainte-Colombe de Cabanes                        | Église                     |                                                        | Saint-Génis-des-Fontaines | 42° 33′ 59″ nord, 2° 55′ 28″ est | Église Sainte-Colombe de Cabanes                      |
| Église Saint-Jean de Saint-Jean-Lasseille               | Église                     |                                                        | Saint-Jean-Lasseille      | 42° 34′ 53″ nord, 2° 52′ 02″ est | Église Saint-Jean de Saint-Jean-Lasseille             |
| Église Saint-Jean le Vieux de Perpignan                 | Église                     | Classé MH (1840), Inscrit MH (1956)                    | Perpignan                 | 42° 42′ 02″ nord, 2° 53′ 50″ est | Église Saint-Jean le Vieux de Perpignan               |
| Ermitage Saint-Ferréol                                  | Ermitage                   |                                                        | Céret                     | 42° 31′ 03″ nord, 2° 44′ 36″ est | Ermitage Saint-Ferréol                                |
| Église Saint-Pierre del Bosc                            | Église                     |                                                        | Corbère                   | 42° 38′ 50″ nord, 2° 39′ 34″ est | Image manquante                                       |
| Église Saint-Nazaire de Barbadell                       | Église                     |                                                        | Bouleternère              | 42° 38′ 18″ nord, 2° 35′ 00″ est | Église Saint-Nazaire de Barbadell                     |
| Église Saint-Paul du Vila                               | Église                     |                                                        | Reynès                    | 42° 29′ 52″ nord, 2° 43′ 54″ est | Église Saint-Paul du Vila                             |
| Église Sainte-Cécile de Cos                             | Église                     |                                                        | Le Tech                   | 42° 25′ 00″ nord, 2° 33′ 33″ est | Église Sainte-Cécile de Cos                           |
| Église Sainte-Croix de Quercorb                         | Église                     | Inscrit MH (1997)                                      | Arles-sur-Tech            | 42° 26′ 54″ nord, 2° 37′ 28″ est | Église Sainte-Croix de Quercorb                       |